# Lista de deputados estaduais do Maranhão da 1.ª legislatura
Esta é a lista de deputados estaduais do Maranhão eleitos para legislatura 1947-1951. Os parlamentares irão legislar por um mandato de quatro anos. A cada biênio, é eleita uma mesa diretora dentre os parlamentares para chefiar os trabalhos da Assembleia Legislativa do Maranhão.

## Composição das bancadas
| Partido | Líder                        | Bancada | Posição      |
| ------- | ---------------------------- | ------- | ------------ |
| PPB     | Ranulfo Barros               | 19 / 36 | Governo      |
| PR      | Torquato Machado             | 8 / 36  | Oposição     |
| UDN     | Flávio Silva                 | 4 / 36  | Oposição     |
| PSD     | Gumercindo de Araújo Pedrosa | 4 / 36  | Governo      |
| PTB     | César Aboud                  | 1 / 36  | Independente |

## Deputados Estaduais
Foram eleitos 36 deputados estaduais empossados em 7 de abril de 1947 e as bancadas foram assim distribuídas: PPB dezenove, PR oito, UDN quatro, PSD quatro, PTB um.
| Deputados estaduais eleitos      | Partido | Votação | Percentual | Cidade onde nasceu  | Unidade federativa |
| Eurico da Rocha Santos           | PPB     | 1.995   | 2,63%      | São João dos Patos  | Maranhão           |
| Ranulfo Barros                   | PPB     | 1.886   | 2,48%      | Matões              | Maranhão           |
| Ediser de Freitas Diniz          | PPB     | 1.875   | 2,47%      | Araioses            | Maranhão           |
| Torquato Rodrigues Machado       | PR      | 1.532   | 2,02%      | Buriti              | Maranhão           |
| Raimundo Nonato Furtado          | PR      | 1.494   | 1,97%      | São Luís            | Maranhão           |
| Lister Caldas                    | PPB     | 1.410   | 1,85%      | Teresina            | Piauí              |
| José Ribamar Viana Pereira       | PPB     | 1.382   | 1,82%      | Imperatriz          | Maranhão           |
| Eduardo Luís dos Reis            | PPB     | 1.367   | 1,80%      | Timon               | Maranhão           |
| Gonçalo Moreira Lima             | PPB     | 1.322   | 1,74%      | Colinas             | Maranhão           |
| José de Sousa Carvalho Branco    | PSD     | 1.314   | 1,73%      | Caxias              | Maranhão           |
| Costa Rodrigues                  | PPB     | 1.299   | 1,71%      | São Luís            | Maranhão           |
| Francisco Castelo Branco e Sousa | UDN     | 1.257   | 1,65%      | Paço do Lumiar      | Maranhão           |
| José Martins Dourado             | PPB     | 1.218   | 1,60%      | Codó                | Maranhão           |
| João Pires Ferreira              | PPB     | 1.181   | 1,55%      | Açailândia          | Maranhão           |
| Francisco Chagas Araújo          | PPB     | 1.113   | 1,46%      | São Luís            | Maranhão           |
| José Ribamar de Carvalho Lago    | PPB     | 1.093   | 1,44%      | Pedreiras           | Maranhão           |
| Benedito de Oliveira Gomes       | PPB     | 1.084   | 1,42%      | Bacabal             | Maranhão           |
| Antenor Freitas de Abreu         | PR      | 1.028   | 1,35%      | Balsas              | Maranhão           |
| Paulo da Silveira Ramos          | PPB     | 1.024   | 1,35%      | Santa Inês          | Maranhão           |
| Maria Dalva Machado Bacelar      | PPB     | 1.019   | 1,34%      | Coelho Neto         | Maranhão           |
| Benedito Maia Muniz              | PPB     | 1.009   | 1,33%      | Barra do Corda      | Maranhão           |
| Vicente Celestino da Silva       | PPB     | 987     | 1,30%      | Pinheiro            | Maranhão           |
| Manuel Lages Castelo Branco      | PR      | 983     | 1,29%      | São Luís            | Maranhão           |
| Joel Barbosa                     | PPB     | 961     | 1,26%      | Parnarama           | Maranhão           |
| Januário Furtado de Figueiredo   | PPB     | 934     | 1,23%      | Chapadinha          | Maranhão           |
| Manuel Matias das Neves Neto     | PR      | 932     | 1,22%      | Igarapé Grande      | Maranhão           |
| Colares Moreira                  | PR      | 876     | 1,15%      | Codó                | Maranhão           |
| Teoplistes Teixeira              | PR      | 861     | 1,13%      | Pastos Bons         | Maranhão           |
| Maurício Jansen Pereira          | PR      | 844     | 1,11%      | São Luís            | Maranhão           |
| Didácio Coelho dos Santos        | PSD     | 810     | 1,06%      | Santa Luzia         | Maranhão           |
| Fernando Ribamar Viana           | PSD     | 791     | 1,04%      | São José de Ribamar | Maranhão           |
| Flávio Silva                     | UDN     | 730     | 0,96%      | Buriticupu          | Maranhão           |
| José Ribeiro de Sampaio          | UDN     | 652     | 0,85%      | Colinas             | Maranhão           |
| José Franklin da Serra Costa     | UDN     | 639     | 0,84%      | São Luís            | Maranhão           |
| Gumercindo de Araújo Pedrosa     | PSD     | 612     | 0,80%      | Grajaú              | Maranhão           |
| César Aboud                      | PTB     | 461     | 0,60%      | Rio Branco          | Acre               |